# Marek VII
Marek VII (ur. ?, zm. 18 maja 1769) – w latach 1745–1769 106. patriarcha (papież) Koptyjskiego Kościoła Ortodoksyjnego. 